# Evangelische Kirche (Thalfang)

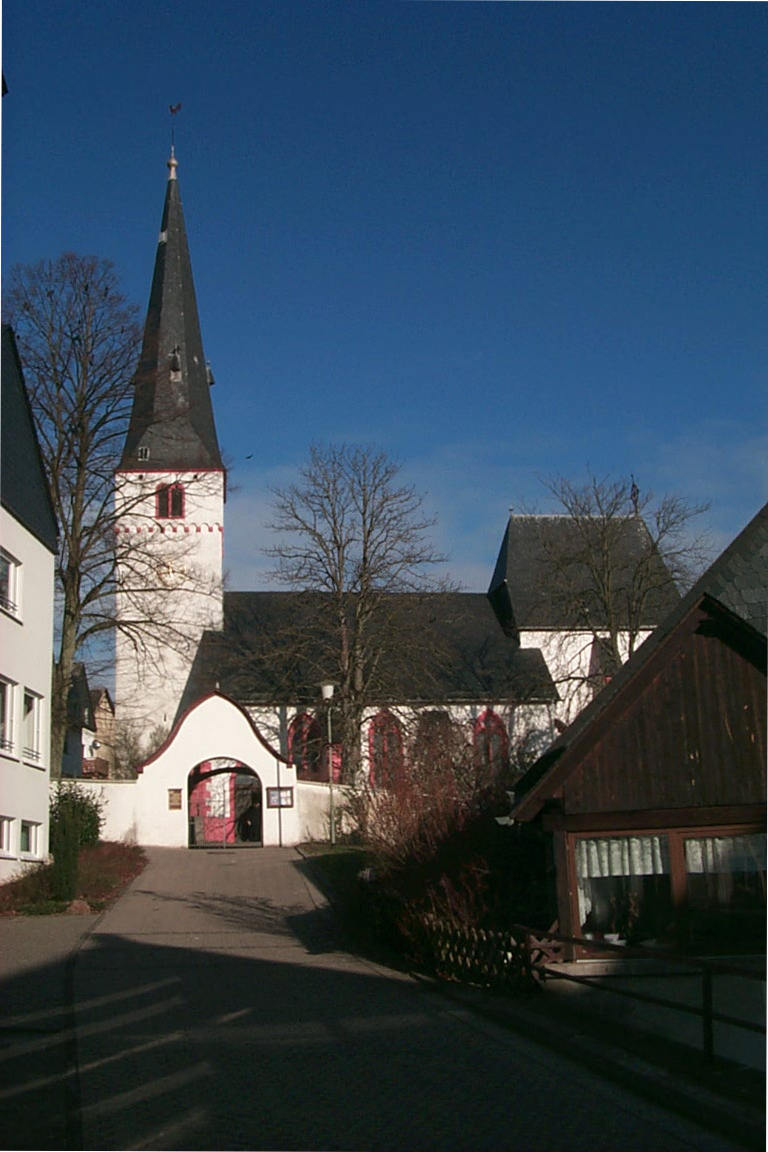
Evangelische Kirche Thalfang von Süden

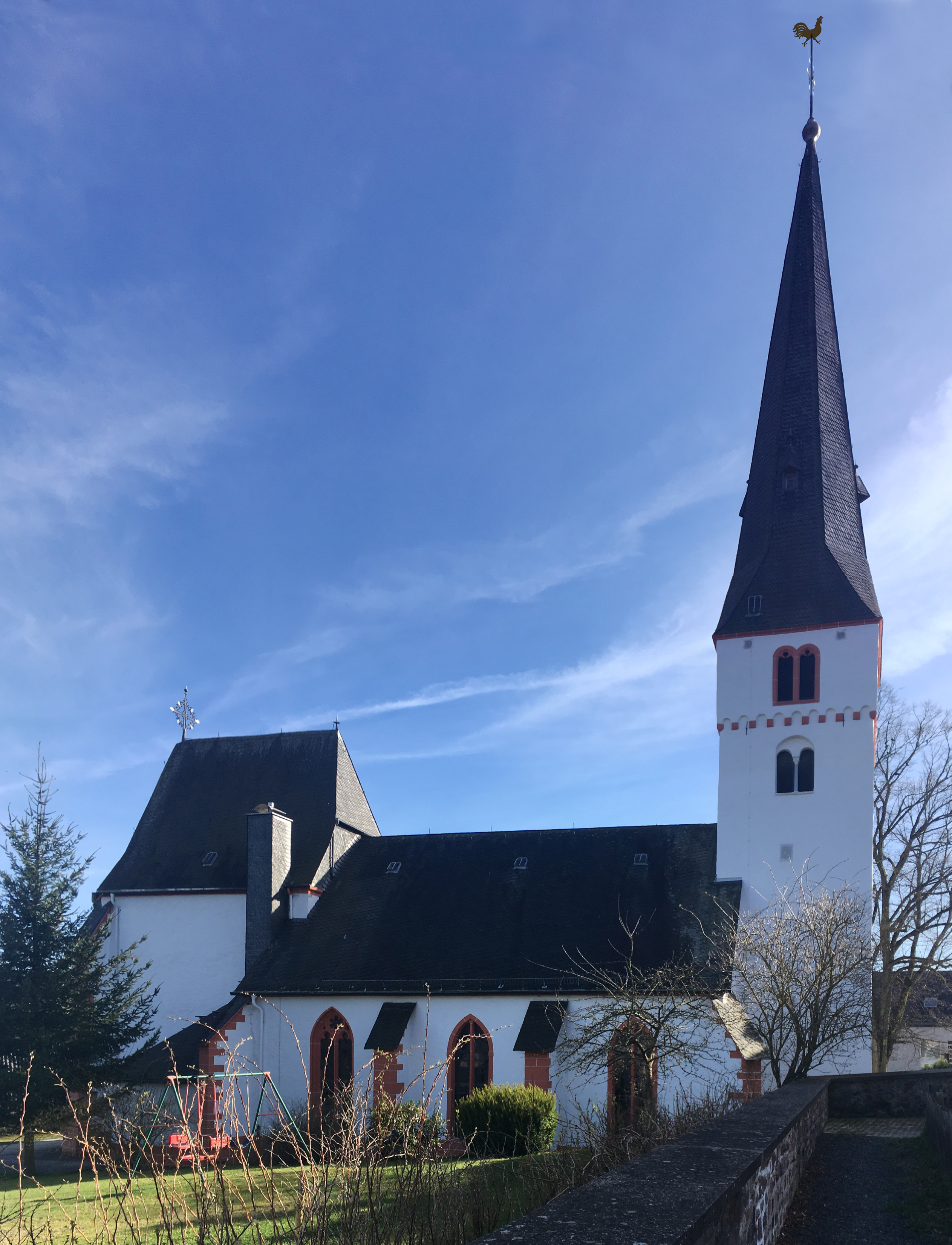
Kirche von Norden

Die Evangelische Kirche in Thalfang, einer Gemeinde im Landkreis Bernkastel-Wittlich in Rheinland-Pfalz, ist eine gotische Pseudobasilika, die zwischen etwa 1200 und 1450 erbaut wurde. Sie ist heute eine von drei Kirchen der Evangelischen Kirchengemeinde Thalfang-Morbach, die zum Kirchenkreis Trier der Rheinischen Landeskirche gehört, und wird unter anderem für den Sonntagsgottesdienst genutzt. Die Kirche besitzt eine Stumm-Orgel von 1876 und je zwei historische und neue Glocken.

## Geschichte
Nach einer in ihrem historischen Wert umstrittenen Urkunde vom 4. April 633 schenkte der fränkische König Dagobert I. dem Kloster Sankt Maximin bei Trier das königliche Land zwischen Ruwerbach und Hochwald, zu dem auch das Hofgut Talovanc gehörte. In einer Bulle des Papstes Innocenz II. vom 6. Mai 1140 wird erstmals eine ecclesia in Talefangh erwähnt. Auf den Grundmauern dieser ersten Kirche, die der Sage nach den Flammen zum Opfer gefallen sein soll, wurde die heutige Kirche in Etappen erbaut.
Die Evangelische Kirchengemeinde Thalfang-Morbach ist mit ihrem Kern, den 12 Dörfern des ehemaligen Amtes Dhronecken („Mark Thalfang“), eine der ältesten evangelischen Gemeinden auf dem Hunsrück und bildet eine evangelische Enklave im großen kurtrierischen Gebiet. Der Wild- und Rheingraf Otto führte 1564 die Reformation ein und berief einen evangelischen Pfarrer an die Kirche in Thalfang. Zu den besonderen Aufgaben der 1650 gestifteten zweiten Pfarrstelle zählte die Schulaufsicht der Pfarrschule, in der die Kinder anhand von Luthers Kleinem Katechismus Lesen und Schreiben, christlichen Glauben und christliches Leben lernten. Im Dreißigjährigen Krieg wechselte auch die Thalfanger Kirche mehrfach den Besitzer, der Westfälische Friede (1648) setzte aber die Wild- und Rheingrafen wieder in ihre alten Rechte ein.
Nach dem Friedensschluss im Pfälzischen Erbfolgekrieg wurde den Katholiken ein Mitbenutzungsrecht eingeräumt und von 1699 bis 1900 wurde die Kirche als Simultankirche genutzt. Die Evangelischen kauften sich erst 1897 davon frei und es kam zum Bau der katholischen Kirche.

## Baubeschreibung

Schnitt und Grundriss der Evangelischen Kirche in Thalfang

Die Kirche wurde als Pseudobasilika in der ersten Hälfte des 14. Jahrhunderts vom Zehntherrn, der Trierer Reichsabtei St. Maximin, erbaut. Der hochgotische Chor wurde um 1450 erbaut. Der romanische Glockenturm stammt aus dem 13. Jahrhundert und wurde einem alten Brauch entsprechend von der Gemeinde errichtet. Zwei an der Nord- und Ostseite 1961 wiederentdeckte Schallfenster mit romanischen Bögen und Kapitellen erlauben eine Datierung um 1220–30. Der Turm erhielt im 16. Jahrhundert über einem Ringbogenfries sein heutiges Glockengeschoss mit vier Doppelfenstern. Zu Beginn des 18. Jahrhunderts wurde dem Turm der achteckige Turmhelm aufgesetzt. Die letzte Außenrenovierung der Kirche fand im Jahr 2002 statt.
Die Kirche war vor der Reformation dem Hl. Matthäus geweiht, woran die noch heute traditionell am Sonntag nach dem 21. September (Matthäi) in Thalfang abgehaltene Kirmes erinnert.

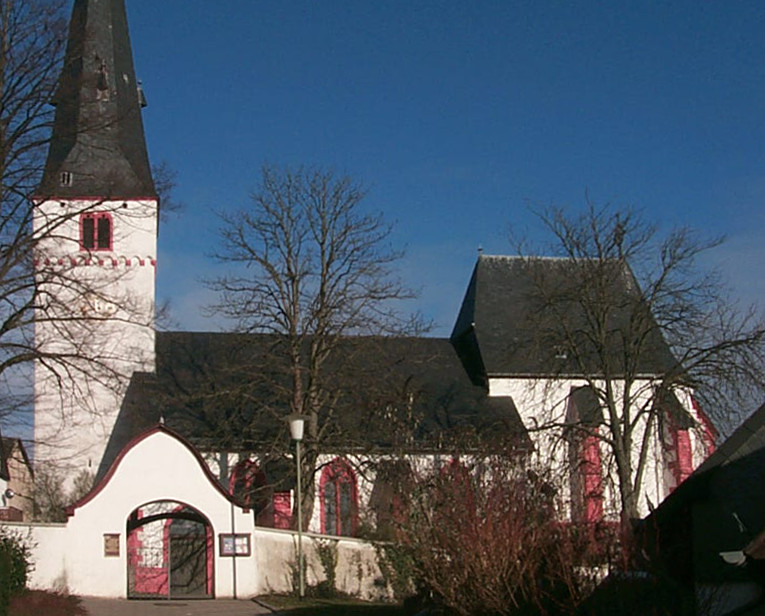
Von Süden
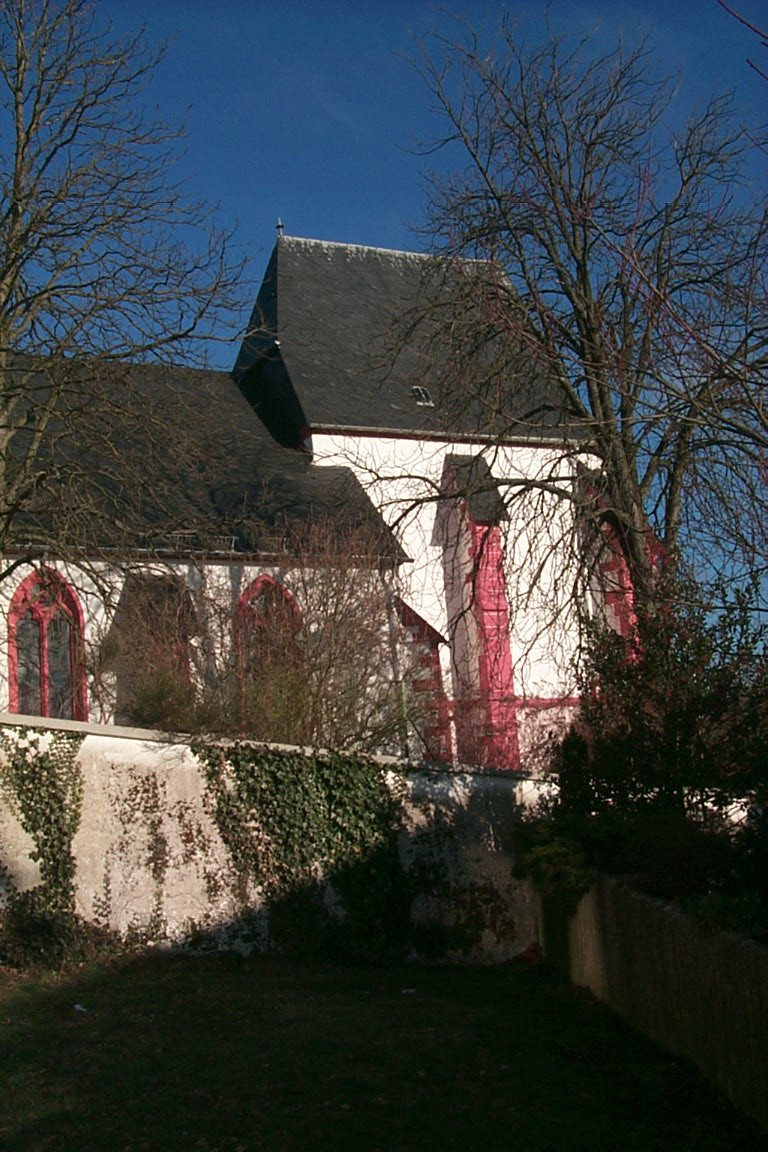
Chor
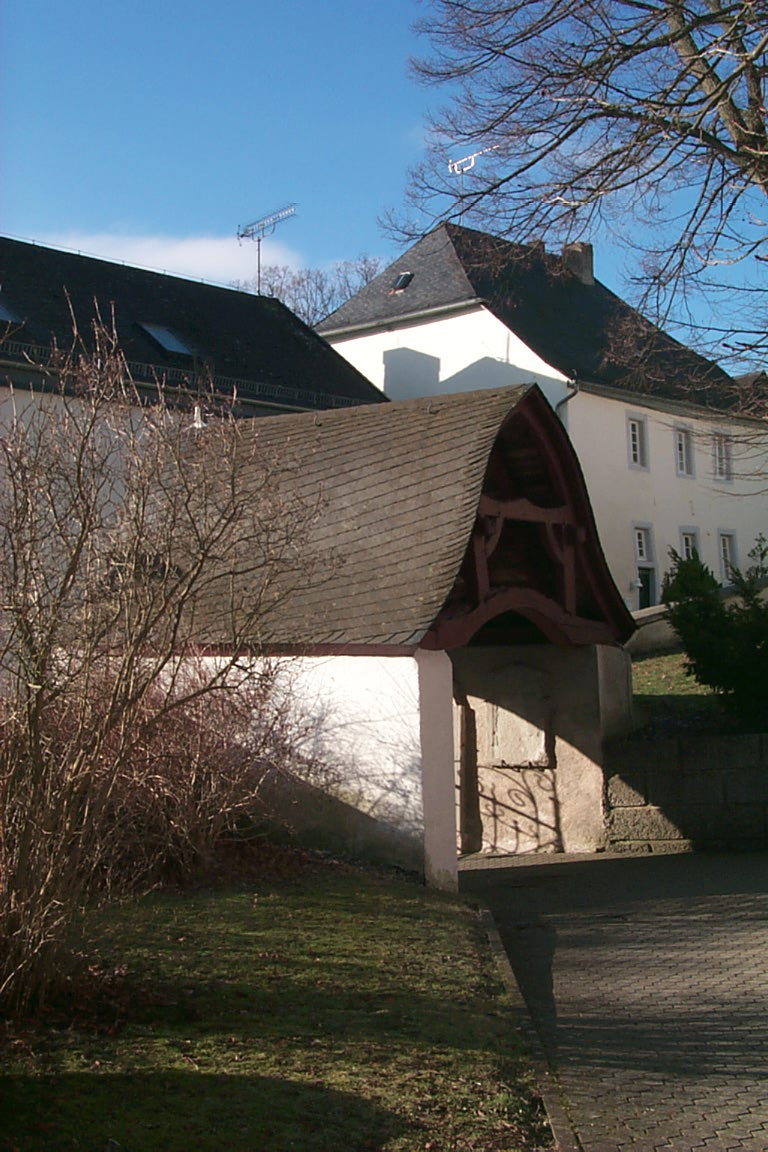
Torhalle

Die Kirche umgab bis 1831 ein von einer Mauer eingefasster Friedhof. Den Eingang bildete eine um 1700 errichtete barocke Torhalle mit offenem Dachstuhl, der Rost – so wohl wegen der letzten Rast genannt, die der von den Dörfern kommende Leichenwagen hier vor der Beerdigung hielt.

## Orgel

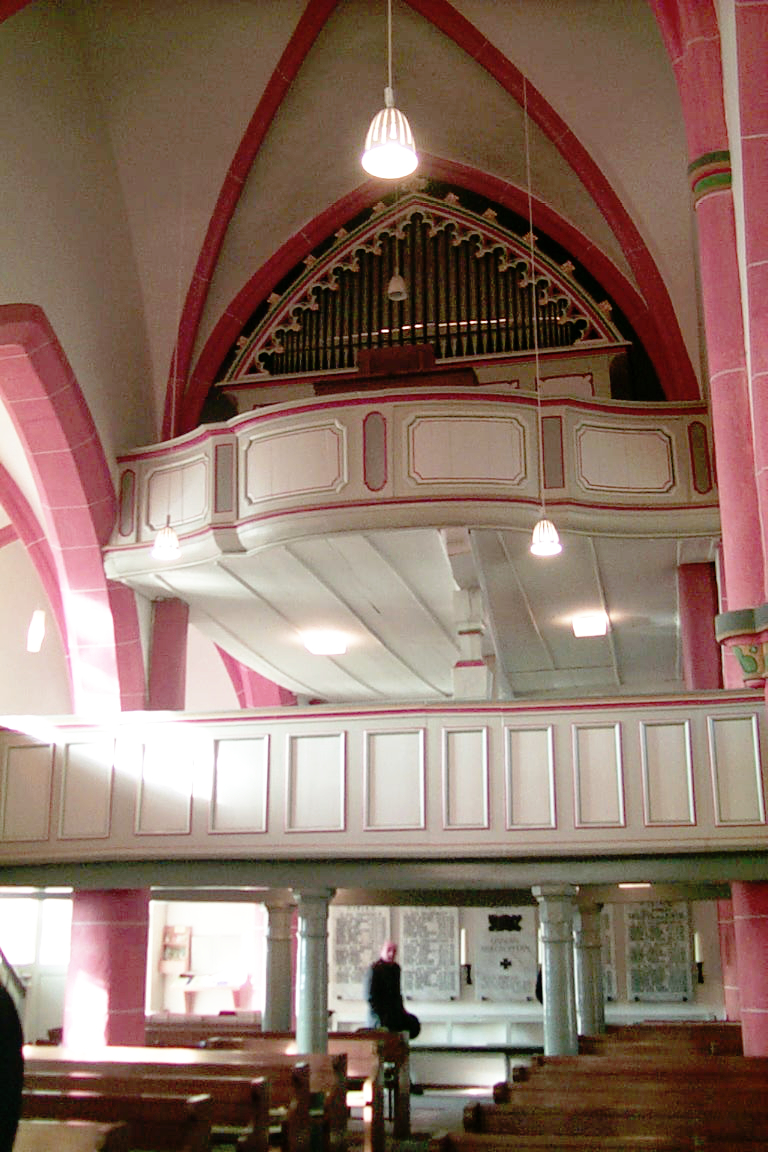
Orgel

Die Orgel wurde 1876/77 von der Sulzbacher Orgelbauerfamilie Stumm gebaut und ersetzte eine Orgel aus dem Jahr 1750. Die Orgel steht auf dem oberen Teil der Doppelempore. Das noch nahezu original erhaltene Werk besitzt im Prospekt ein in Dreiecksform spitz zulaufendes Pfeifenfeld. Das Instrument wurde 1978 von G. Cartillieri restauriert, wobei auch die Prospektpfeifen, die 1917 abgeliefert werden mussten, wieder in Zinn ersetzt wurden. Das einmanualige Werk hat mechanische Kegelladen und einen Spieltisch, der vor der Orgel steht, sodass der Organist zum Altar sehen kann. Letztmals wurde die Orgel 2003 überholt.

## Ausstattung
Mehrere Bauteile stammen aus dem 13. bis 16. Jahrhundert, ein verziertes Sakramenthäuschen aus dem 15. Jahrhundert. Der Dhronecker Amtmann Fr. Chr. Heusner stiftete 1716 eine prächtige Sandsteinkanzel, in die Bibelworte zum Predigtamt eingemeißelt sind. Mitte des 18. Jahrhunderts wurden die Emporen eingebaut. Der Taufstein (1957) und die bronzebeschlagene Eingangstür (1977) stammen von dem Bildhauer Klaus Rothe.

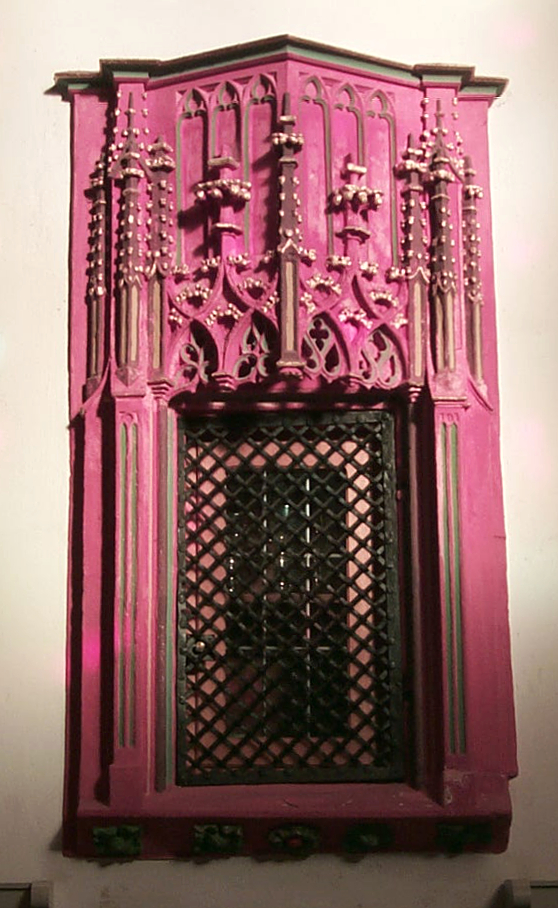
Sakramentshaus
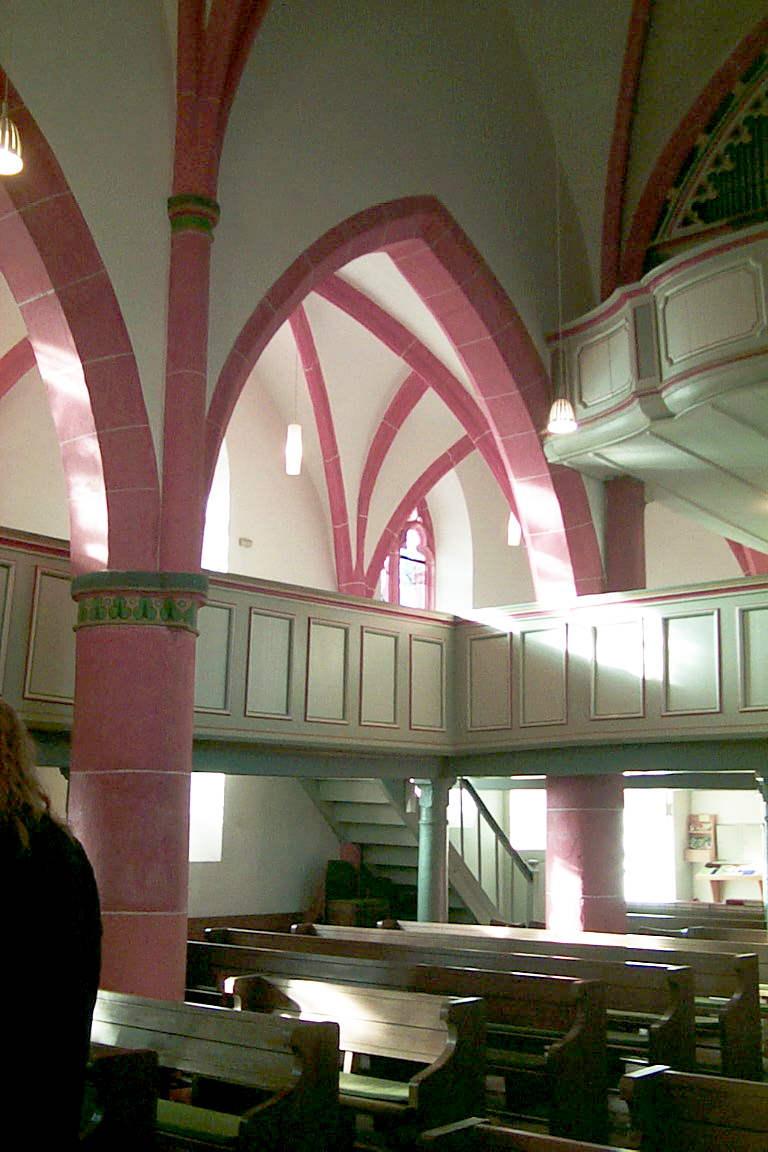
Seitenempore
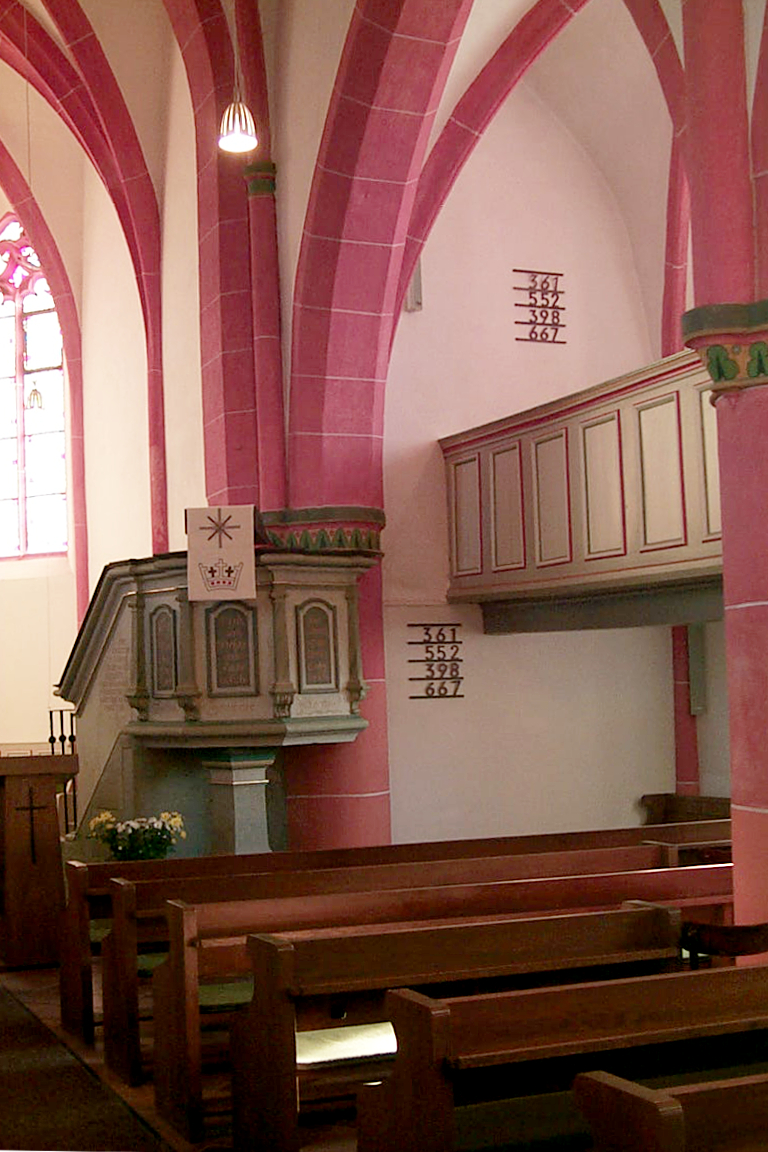
Kanzel

## Glocken
Seit Oktober 2000 besteht das Glockengeläut aus vier Bronzeglocken, unter ihnen die Maximinglocke aus dem Jahre 1529 und eine kleinere Glocke von 1688.
| Nr. | Bild | Gussjahr | Gießer, Gussort               | Material | Masse (kg) | Schlagton | Inschrift |
| --- | ---- | -------- | ----------------------------- | -------- | ---------- | --------- | --- |
| 1   |      | 1529     | Dedrich van Prome             | Bronze   |            | f1        | MAXMIN HEISSEN ICH * IN GODES ERE LUDEN ICH * BOESE WETTR VERDRIBEN ICH * DEDERICH VAN PROME GOS MICH * MDXXIX                          |
| 2   |      | 1688     | Matthias Crommel, Trier       | Bronze   |            | g1        | EHRE SEY GOTT IN DER HOEHE * FRIEDE AUFF ERDE * UND DEN MENSCHEN EIN WOLGEFALLEN * MATTH.CROMMEL FON TRIER GOS MICH * 1688 (Lk 2,14 )   |
| 3   |      | 2000     | Hans August Mark, Brockscheid | Bronze   |            | b1        | IR, UNSER NACHKOMEN, BETET AUCH MIT ERNST, UND TREIBET GOTTES WORT VLEISSIG, ERHALTET DAS ARME WINDLIECHT GOTTES * 2000 (Martin Luther) |
| 4   |      | 2000     | Hans August Mark, Brockscheid | Bronze   |            | es2       | O, LAND, LAND, LAND, HÖRE DES HERRN WORT! * 2000 (Jer 22,29 )                                                                           |

## Nutzung
In der Kirche findet nahezu jeden Sonn- und Feiertag ein Gottesdienst der Evangelischen Kirchengemeinde Thalfang-Morbach statt. Der Gemeindeteil Thalfang wird von einem eigenen Pfarrer betreut. Gottesdienste sind typischerweise um 10:30 Uhr und am ersten Sonntag im Monat um 18:00 Uhr.